# Summrs
Деанте Адам Джонсон, (род. 18 ноября 1999 года, Опелусас , Луизиана), более известный как Summrs — американский рэпер из Луизианы. В узких кругах известен как один из пионеров и ключевых фигур pluggnb-жанра.

## Биография и музыкальная карьера

### Детство и юность
Артист родился 18 ноября 1999 года в городе Опелусас, штат Луизиана. Достоверных фактов из биографии не известно. В начале своего пути артист выкладывал короткие видео танцев со своим братом Desire на платформе Vine.

### Начало музыкальной карьеры
Первым неофициальным релизом Деанте была песня «Crushing On Leah», выложенная на платформу Soundcloud в январе 2017 года. В апреле 2018 года Деанте появляется с гостевым куплетом на треке «Who’s Better» американского рэпера Weiland.

### Первая популярность
В январе 2021 года Деанте начал набирать первую популярность благодаря своему появлению в качестве гостя на сингле TyFontaine «Mother Of My Kids». В октябре того же года он появился на делюкс-версии альбома «Ascension» от TyFontaine. Пик популярности пришелся на 2021-2022 год. В июне 2021 года  Деанте выпускает EP "What We have" , состоящий из 6 треков, главным из которых становится "Just can't" , набравший 55 миллионов прослушиваний с момента релиза. 27 сентября Summrs выпускает альбом "NMNL" (Nothing More Nothing Less), состоящий из 12 треков. Самым успешным треком альбома стал "Back 2 da Basics " с 27 миллионами прослушиваний, и клипом на 6.2 миллиона просмотров. В ноябре 2021 года Деанте выпускает вместе с Yeat сингл «Countup» на платформе Soundcloud. За это время трек  набрал 13 миллионов прослушиваний.

### 2022 год в жизни артиста
В 2022 году Деанте обещает выпустить сиквелы к своим прошлым работам, а именно EVOLVED и What We Have. 
С февраля по май Деанте выкладывает на свой SoundCloud аккаунт треки, которые должны входить в его будущие работы: "Why do u lie?" для "WWH2", "blatgotyahat" и "so much cheese" для "EVOLVED2", с клипами для последних. 
В результате упорной работы Деанте объединяет два EP в один большой альбом состоящий из двух частей. 29 июня выходит альбом"Fallen Raven" включивший в себя 23 трека с разнообразным звучанием. Самыми популярными треками стали: "Swing ya pole"(41 миллионов прослушиваний),  "Catch a kill"(13 миллионов прослушиваний), "FTW".  6 треков с альбома получили свои клипы на youtube.

### Спад карьеры
В середине 2022 года Деанте попадет под домашний арест, это крайне негативно сказывается на его публичной деятельности, в результате чего он упускает возможность проводить концерты и туры. В этом же году он покидает лейбл Victor Victor и подписывает контракт с 10K Projects.
2023 год Деанте начинает с альбома "Stuck In My Ways". Альбом состоит из 24 треков в стиле pluggnb и его разновидностей, некоторые треки по звучанию можно отнести к его работе 2020 года "intoxicated". Альбом получил смешанные отзывы от слушателей, а странная пиар-компания 10K Projects создала иллюзию того, что прослушивания на треках были накручены. Планировался клип на трек "Relying on Roxy", но по каким-то причинам он не был опубликован. 
В апреле 2023 года Деанте выпускает альбом "Ghost", про который принято не упоминать, так как считается одним из самых провальных релизов Деанте в плане прослушиваний, только 3 трека смогли достичь отметки миллиона прослушиваний. Альбом включил в себя 21 трек, для двух треков были сняты клипы.
В сентябре 2023 года Деанте выпускает "What We Didn't Have", альбом включил в себя 15 треков в жанре pluggnb, 2 трека получили клипы на Ютуб. В коммерческом плане этот альбом оказался самым удачным за 2023 год, а трек "Top off/house arrest" стал локальным мемом благодаря забавному началу.
В ноябре Деанте выступает на сцене Box Boys. Во время его выступления на него накидываются участники Homixide gang, в результате чего Рино покидает зал. Оппоненты смогли вырвать несколько дред, поставить фингал и украсть цепь с часами.Через некоторое время он покупает новую ювелирку и выпускает треки ""check me out" и "I BEN", в которых проходится по участникам HXG, упоминая их педофилские наклонности, дисит стиль одежды, окружение и, конечно же, говорит, что у него есть деньги.

### 2024 год
В 2024 году Деанте в своем Инстаграме намекает на выход нового альбома "Tale of da raven".
За 2024 год он выпускает 9 синглов и 2 мини-альбома "B4DARAVEN", и"NIGHTFALL".19 июля выходит трек "Marble Floors". Работа получила положительные отзывы и на данный момент набрала 18.6 миллионов прослушиваний на Spotify и 4.2 миллиона просмотров на Ютуб. Трек был разогревом для дропа "Nightfall", однако остальные треки с EP больших прослушиваний не набрали. 15 ноября выходит "Rino Hercules", собравший 3.6 миллионов прослушиваний. Этот трек был записан в прямом эфире вместе с популярным стримером, что хорошо сыграло на продвижении.

## Личная жизнь
Деанте является бывшим членом музыкального объединения Slayworld, в состав которого также входили такие исполнители и продюсеры как Autumn!, Yeat, Benjicold, Izaya Tiji и другие. Близкие друзья исполнителя — Autumn! и Kankan, подписанты лейбла Victor Victor Worldwide, куда также входит и Summrs. Среди узких кругов известен как мем, благодаря своим нелепым выходкам на трансляциях.
В период с 2018 по 2019 встречался с девушкой по имени Белль.

## Дискография

### Синглы
| Год  | Сингл |
| ---- | --- |
| 2017 | Crushing On Leah First Day Out                                                                                       |
| 2018 | Mona Lisa Demi Lovato Let’s Ride Myself 2 OMW (с уч. 1030Tuwop) summrluikang! Who’s Better Let Up Feel At Home       |
| 2019 | Get Em Gone 2 Cliche (при уч. Autumn!) SWK Freestyle                                                                 |
| 2023 | 2 Influenced / U Dangerous                                                                                           |
| 2024 | all i got nobody knows Sick flow Pop out Marble Floors You Mind? Louis V Everything! (remix w Autumn!) Rino Hercules |

### Альбомы
| Год  | Альбом                                 |
| ---- | -------------------------------------- |
| 2018 | Bellworld                              |
| 2018 | Bellworld 2                            |
| 2018 | Devotion                               |
| 2018 | Revived                                |
| 2019 | Isolation                              |
| 2021 | Intoxicated                            |
| 2021 | What We Have Nothing More Nothing Less |
| 2022 | FALLEN RAVEN                           |
| 2023 | GHOST                                  |
| 2023 | Stuck In My Ways                       |
| 2024 | B4DARAVEN                              |
| 2024 | NIGHTFALL                              |
| TBA  | TALE OF DA RAVEN                       |